# Echium nervosum
Echium nervosum is een meerjarige plant uit de ruwbladigenfamilie (Boraginaceae), die endemisch is op de Portugese eilanden Madeira, Porto Santo en Ilhas Desertas.

## Naamgeving enetymologie
- Engels: Blue Pride of Madeira
- Portugees: Massaroco

De naam Echium is afgeleid van het Oudgriekse woord ἔχις (echis) = adder of gifslang. Zie daarvoor het artikel over Echium. De soortaanduiding nervosum komt uit het Latijn en slaat op de uitgesproken structuur van de bladnerven.

## Kenmerken
Echium nervosum is een meerjarige, struikvormende plant met verhoutte en sterk vertakte, lichtgrijze stengels, tot 2 m hoog. De bladeren zijn tot 12 cm lang, lancetvormig, grijsgroen en zeer kort gesteeld. 
De pluimvormige bloemtrossen worden tot 16 cm lang en dragen trechtervormige, blauwe of zelden witte bloemen.
De plant bloeit van januari tot augustus.

## Habitaten verspreiding
Echium nervosum komt voor in de Zambujal, de xerofyte of warmteminnende vegetatie langs de kustlijnen van het noorden van het eiland Madeira, van Porto Santo en van de Ilhas Desertas.
De plant wordt vanwege zijn decoratieve waarde gekweekt. 
... · 
E. aculeatum · 
E. brevirame · 
E. candicans · 
E. creticum · 
E. gentianoides · 
E. hypertropicum · 
E. nervosum · 
E. pininana · 
E. plantagineum · 
E. sabulicola · 
E. simplex · 
E. virescens · 
E. vulgare (Slangenkruid) · 
E. webbii · 
E. wildpretii · 
E. wildpretii subsp. trichosiphon · 
E. wildpretii subsp. wildpretii · 
...